# Sardinella
Sardinella es un género de peces clupeiformes de la familia Clupeidae.

## Especies
Se reconocen las siguientes especies:
- Sardinella albella
- Sardinella atricauda
- Sardinella aurita
- Sardinella brachysoma
- Sardinella dayi
- Sardinella fijiense
- Sardinella fimbriata
- Sardinella gibbosa
- Sardinella hualiensis
- Sardinella janeiro
- Sardinella jonesi
- Sardinella jussieu
- Sardinella lemuru
- Sardinella longiceps
- Sardinella maderensis
- Sardinella marquesensis
- Sardinella melanura
- Sardinella neglecta
- Sardinella richardsoni
- Sardinella rouxi
- Sardinella sindensis
- Sardinella tawilis
- Sardinella zunasi